# Алианц
„Алианц“ АГ (на немски: Allianz AG) е застрахователен концерн със седалище в Мюнхен, Бавария, Германия.
Холдингът и неговите дъщерни компании работят по целия свят под името Allianz Group. Главен изпълнителен директор на фирмата е Oливер Бете. Алианц има около 162 000 служители по данни от края на 2004 г.

## История
Основаната през 1889 г. в Мюнхен фирма Алианц Застраховки АД от Карл фон Тиеме и Вилхелм фон Финк започва своята дейност и в Берлин през 1890 г. Дружеството е финансирано първоначално от Дрезднер Банк, финансовата къща Мерк Финк & Ко., както и от по-рано основаната фирма Мюнхнер Рюкферзихерунг (Münchener Rückversicherung). През 1893 г. в Лондон е отворен и първият филиал на компанията извън страната. А през 1895 г. фирмата за първи път е нотирана на Берлинската борса.
През 1906 г. фирмата е подложена на първото си сериозно изпитание, тъй като трябва да понесе значителна част от обезщетенията след опустошителното заметресение в Сан Франциско. А когато през април 1912 г. потъва Титаник, компанията отново трябва да плати по-голямата част от обезщетителните суми.
През 1922 г. е основана дъщерната фирма Alianz Lebensversicherung AG (Алианц Животозастраховане АД). През 20-те години на 20 век по време на вълната от сливания и поглъщания Алианц изкупува множество фирми, между които Франкфурт ферзихерунг АД, Баварската застрахователна банка АД, като много от фирмите запазват имената си и продължават да съществуват и оперират на застрахователния пазар до 21 век в състояние на „полуавтономия“. От 1933 до 1945 г. Алианц застрахова и подорганизации на NSDAP (Националсоциалистическата германска работническа партия) и развива нови полета на дейност следвайки разрастването на Немския райх, като присъединяването на еврейски застрахователни къщи позволява да се увеличи и броят на клиентите.
След Втората световна война и блокадата на Берлин през 1949 г. седалищата на концерна биват преместени, съответно Алианц Застраховане АД в Мюнхен и Алианц Животозастраховане АД в Щутгарт. След 1958 г. Алианц започва отново да развива своя международен отдел. След неуспешния скрит опит на Мерк Финк да увеличи 40-процентовия си дял от компанията до началото на 90-те години на 20 век, той продава изцяло своето участие. От този момент нататък най-големият акционер на Алианц е акционерното дружество Мюнхнер Рюк, което според договора за взаимно участие от 1921 притежава 25% от Алианц.
От 70-те години на 20 век чрез покупки и поглъщания на по-малки фирми Алианц все повече засилва присъствието си на международните пазари, като следва поглъщането на традицонни фирми във Франция (AGF), Италия (RAS) и САЩ (Friemans Fund). През 1985 г. е основан Алианц АГ Холдинг, който да се грижи за по-доброто управление на дяловите участия. През 1990 г. Алианц поглъща Държавното застрахователно дружество на ГДР. През 1997 г. следва изкупуването на 51% от акциите на втория по големина застраховател във Франция (Assurances Générales de France (AGF)) на стойност 9,2 млрд. марки. По този начин Алианц се превръща в най-голямата застрахователна фирма в света. През 1999 г. започва разширението на холдинга и на азиатския застрахователен пазар преди всичко с изкупуването на южнокорейската фирма First Life Insurance Co. Ltd.
Поглъщането на Дрезднер Банк през 2001 г., заедно с природните бедствия в Централна Европа, терористичният акт срещу Световния търговски център и кризите на световните финансови пазари довеждат до първия в историята на концерна негативен резултат в размер на около 1,2 млрд. евро. Едновременно с това Мюнхнер Рюк АД намаляват своето дялово участие на 20%.
През 2003 г. Алианц и Мюнхнер Рюк АД прекратяват договора за взаимно участие от 1921 г. и продължават да намаляват своите взаимни дялове (2005 г. „Мюнхнер Рюк“ АД притежава само още около 4,9% от акциите на Алианц), с което се постига „разплитане“ на германския застрахователен пазар.
За 2006 г. се предвижда преструктуриране на дружеството:
- „Алианц Холдинг“ да бъде превърнат в европейско акционерно дружество;
- намалявяване броя на членовете на управителния съвет от 20 на 12;
- основаване на германски холдинг;
- свързване на медицинското, предметното и животозастраховането под шапката на „Алианц Германия Холдинг“;
- пълно сливане на Франкфуртер Ферзихерунг АД с Баварската застрахователна банка под шапката на Алианц;
- отделяне на отдел „Проджаби“ в самостоятелно дружество;
- сливане с италианската фирма RAS, в която Алианц има голямо дялово участие;
- намаляване на областите от клонове от 7 на 4.

## Алианц в България
На българския пазар „Алианц“ АГ се утвърждава, след като през 1998 г. закупува 51% от акциите на застрахователно дружество „България“. През следващите години групата се включва в още няколко финансови предприятия, които управлява чрез „Алианц България Холдинг“.

## Акционерно дружество
Капиталът на Алианц е 100% под формата на акции. Компанията е листвана както на Германската борса в германския борсов индекс DAX под съкращението ALV, WKN 840400, така и на международни борси (ISIN DE0008404005).
Председател на дружеството от 29 април 2003 г. е Михаел Дийкман. Председател на контролния съвет от 29 април 2003 г. е Хенинг Шулте-Ноеле.
Алианц притежава участия в много фирми, между които „Дрезднер банк“ (100%), „Алианц Животозастраховане“ (Allianz Lebensversicherungs AG) (91,03%), Assurances Générales de France S.A. (AGF, 58,9%), Riunione Adriatica di Sicurtà SPA (55,5%).